# Konstantin Eremenko
Pour les articles homonymes, voir Eremenko.
Konstantin Viktorovich Yeryomenko souvent traduit Eremenko (russe : Константин Викторович Ерёменко), né le 5 août 1970 à Dnipropetrovsk et décédé le 18 mars 2010 à Moscou, est un joueur international russe de futsal.

## Biographie

### En club
Konstantin Eremenko débute au football et joue un match pour le FC Dnipro Dnipropetrovsk dans le Championnat d'Union soviétique de football en 1988.
En 1990, Eremenko laisse le football pour le futsal. La saison suivante, il rejoint le MFK Dina Moskva qui domine le futsal russe dans les années 1990,.

### En équipe nationale
Konstantin Eremenko termine la Coupe du monde 1992 avec quinze buts en seulement trois matchs de poule, dont sept lors d'une victoire 10-1 sur la Chine et six lors d'un nul 7-7 contre l'Espagne. L'équipe russe ne parvient pas à se qualifier pour la suite de la compétition. Le buteur russe est devancé d'une seule unité par l'Iranien Saeid Rajabi Shirazi pour le titre de meilleur buteur (seize buts en huit matchs).
Eremenko termine meilleur buteur du premier tournoi de futsal de l'UEFA en 1996 et permet à la Russie d'atteindre la finale.
En 1999, lors du premier Euro de l'UEFA, il marque deux fois lors des trois matches de groupes à Grenade : 3-3 contre l'Italie, victoire 5-1 face à la Belgique et succès 3-1 contre le Portugal. Il trouve ensuite le chemin des filets à quatre reprises lors de la demi-finale remportée 9-6 face aux Pays-Bas. Konstantin Eremenko marque un but puis le tir au but victorieux en finale contre l'Espagne et inscrit onze buts sur la totalité du tournoi, un record qui tient encore en 2022. La Russie remporte ainsi la seconde édition du Championnat d'Europe et Eremenko est élu Golden player du tournoi.

### Reconversion et décès
Contraint de prendre sa retraite en 2001,[pourquoi ?], Konstantin Eremenko devient président du MFK Dinamo Moscou l'année suivante,. Son club remporte notamment la Coupe de l'UEFA en 2007 et organise la finale l'année suivante.
Vice-président de l'Association russe de futsal, Eremenko est également un homme d'affaires prospère, travaillant pour le ministère russe des sports et membre de l'Assemblée fédérale russe de la Douma régionale de Voronej,.
En mars 2010, toujours président du Dinamo Moscou, Konstantin Eremenko décède d'une crise cardiaque présumée à l'âge de 39 ans.

## Statistiques
Sur la scène internationale, Konstantin Eremenko marque quinze buts en trois matches de Coupe du monde FIFA 1992, dont sept lors d'une victoire 10-1 sur la Chine et six lors d'un nul 7-7 contre l'Espagne.
Eremenko dispute 17 matches et inscrit 44 buts en compétitions de l'UEFA avec son équipe nationale de Russie (qualifications comprises). Il termine meilleur buteur du premier tournoi de futsal de l'UEFA en 1996 et permet à la Russie d'atteindre la finale. Il marque ensuite onze buts lors de la victoire de son pays  à l'Euro 1999.
Sa carrière le voit disputer 1 132 matches. Il marque plus de 1 000 buts dans sa carrière, dont 122 pour la Russie et 972 pour le club russe dominateur des années 1990, le Dina Moscou.

## Palmarès

### En équipe nationale
Eremenko permet à la Russie d'atteindre la finale du premier tournoi de futsal de l'UEFA en 1996, terminant meilleur buteur de la compétition.
- Coupe du monde
  - 3e : 1996
  - 4e : 2000

- Championnat d'Europe (1)
  - Vainqueur : 1999
  - Finaliste : 1996
  - 3e : 2001

### En club
| Compétition                                 | Joueur du MFK Dina Moscou                                               | Président du MFK Dinamo Moscou                                             |
| ------------------------------------------- | ----------------------------------------------------------------------- | -------------------------------------------------------------------------- |
| Coupe intercontinentale (1)                 | - Finaliste : 1998, 1999 et 2001                                        | - Vainqueur (1) : 2013 - Finaliste : 2014                                  |
| Coupe des champions (3) Coupe de l'UEFA (1) | - Vainqueur (3) : 1995, 1997 et 1999 - Finaliste : 1998 et 2001         | - Vainqueur (1) : 2007 - Finaliste : 2005, 2006                            |
| Championnat de Russie (15)                  | - Champion (9) : 1992, 1993, 1994, 1995, 1996, 1997, 1998, 1999 et 2000 | - Champion (6) : 2003, 2004, 2005, 2006, 2007, 2008 - Vice-champion : 2009 |
| Coupe de Russie (12)                        | - Vainqueur (8) : 1990, 1992, 1993, 1995, 1996, 1997, 1998, 1999        | - Vainqueur (4) : 2003, 2004, 2008, 2009 - Finaliste : 2005, 2007          |
| Supercoupe de Russie                        |                                                                         | - Finaliste : 2003                                                         |

### Titres individuels et records
Konstantin Eremenko termine meilleur buteur de deux premiers Championnats d'Europe en 1996 (huit buts) et 1999 (onze buts). Cette dernière performance est un record qui tient encore en 2022. Avec vingt buts (un dernier en 2001), Konstantin est le meilleur buteur de tous les temps d'une phase finale de l'Euro jusqu'en 2018, dépassé par le portugais Ricardinho. Il reste meilleur buteur phases finales et éliminatoires confondus avec 44 unités. Le pivot est le joueur à avoir inscrit le plus de buts sur un match de l'Euro (qualifications comprises) avec sept buts face à la Moldavie en 1996.
Eremenko est le meilleur buteur de l'histoire de l'Équipe de Russie de futsal FIFA avec 122 réalisations.